# Catallaxy
株式会社Catallaxyは東京都中央区に本社を置く、金属加工業向けSaaS型受発注プラットフォーム「Mitsuri」を運営する会社。

## 概要
2015年7月、大石裕明によって設立された。
“未来の製造業をつくる”というビジョンのもと、人類の生活水準を向上させるにはモノづくりの限界費用を抑えることが必要だと考え、2018年より依頼したい人と受けたい人を繋ぐ、商取引プラットフォーム「Mitsuri」の運用を開始。
現在では、製造業のDX化を推進するツールの開発を手がける。

## 沿革
2015年7月：合同会社Catallaxy設立
2018年3月：製造業紹介メディア「Fabit」をリリース
2018年5月：株式会社Catallaxyへ商号変更
2018年6月：東京都港区アーク森ビルにオフィス移転
2018年9月：発注業者と加工業者の無料マッチングサービス「Mitsuri」を提供開始
2019年5月：東京都港区虎ノ門オランダヒルズに移転
2020年3月：総額3.25億円の資金調達
2020年3月：カタログから選んで見積り依頼ができる「Mitsuriカタログ」をリリース
2020年9月：「MitsuriCAD」をリリース
2020年9月：東京都千代田区富士ソフトビルにオフィス移転
2020年10月：コーポレートロゴを刷新
2020年10月：公式YouTubeチャンネルを開設
2021年3月：総額4.1億円の資金調達。累計利用社数は10,000社突破
2021年12月：海外調達を一貫サポートする「テックジャーニー」運営の岐阜精器工業株式会社と提携
2021年12月：『Ruby biz Grand prix 2021』特別賞受賞
2022年6月：東京都中央区に移転
2022年9月：「Mitsuri」定額制に改定

## 事業内容
金属加工品調達における、発注企業とサプライヤー両方の受発注管理業務をデジタルで支えるクラウドサービス「Mitsuri」を運営。業務プロセスごとに存在するアナログ業務を1ツールでDXできることが特徴で、新規取引先開拓から生産管理、外注管理、工程スケジュール、それに関わる帳票自動生成を含めた事務作業までをクラウドで完結できる。